# Islamistendatei
Eine Islamistendatei ist ein Verzeichnis der bisher von verschiedenen Stellen in Deutschland gesammelten Daten über islamistische Extremisten. Es wurde unter anderem von der Gewerkschaft der Polizei in Deutschland gefordert, nachdem der Vorsitzende der GDP Konrad Freiberg das Nebeneinander von Verfassungsschutz, Bundesnachrichtendienst und Polizei kritisiert hatte. Sie sollten bundesweit auf sämtliche Daten zu Islamisten zurückgreifen können. Der Vorschlag fand im Zustimmung bei vielen Bundesländern, die Umsetzung wurde am 7. Juli 2004 auf der Innenministerkonferenz in Kiel beschlossen. 
Als Auslöser dieser Überlegungen gelten neben den von Verfassungsschutzbehörden gemeldeten zunehmenden islamistisch motivierten Gewalttaten der Fall des auch als Hassprediger bezeichneten Metin Kaplan. 

## Zweck
Mit Hilfe einer Islamistendatei sollen potentielle Gewalttäter in Zusammenhang mit der Vorbereitung und Durchführung terroristischer Aktivitäten präventiv festgesetzt werden können. Bereits vorhandene erkennungsdienstliche Informationen über die Gruppe gewaltbereiter Islamisten könnten für eine Observation und staatliche Überwachungsmaßnahmen (siehe Großer Lauschangriff) zentral erfasst und schneller aufbereitet werden. 

## Kritik
Kritiker befürchten, eine zentrale Datei für islamistische Extremisten könne den Datenschutz verletzen. So ist fraglich, nach welchen Kriterien eine solche Datei geführt werden soll. Potenzielle islamistische Gewalttäter lassen sich häufig kaum anhand mit Hilfe eindeutiger demografischer oder psychologischer Indizien von gewöhnlichen Muslimen unterscheiden. 
Eine qualifizierte Indizierung sog. Hassprediger werde die Fahndungsbehörden vor Qualifizierungsprobleme stellen, etwa ob der Autor eines religiösen Artikels zum Thema Dschihad ein potentieller Gewalttäter sei, oder ob er im Rahmen der Religionsausübung eine erbauliche theologische Diskussion führe.
Die Wortwahl des Terminus wird als Diskriminierung verstanden und dafür "Extremistendatei" vorgeschlagen. 
Auf Ablehnung stößt die Forderung nach einer Islamistendatei in Deutschland bei der FDP und Bündnis 90/Die Grünen.